# Listă de primari ai orașului Phoenix, Arizona
Prezenta pagină este o listă a primarilor orașului Phoenix, statul Arizona, Statele Unite ale Americii.

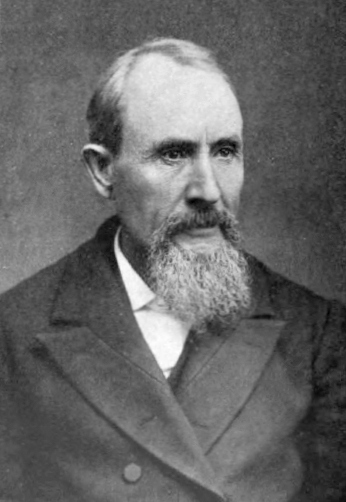
Primul primar al orașului Phoenix, John T. Alsap, 1881

| Primar                    | Termen                             |
| ------------------------- | ---------------------------------- |
| John T. Alsap             | 1881                               |
| Francis A. Shaw           | 1881 – 1883                        |
| DeForest Porter           | 1883 – 1884                        |
| George F. Coats           | 1884 – 1885                        |
| Emil Ganz                 | 1885 – 1886                        |
| DeForest Porter           | 1886 – 1888                        |
| A. Leonard Meyer          | 1888 – 1889                        |
| George F. Coats           | 1889 – 1890                        |
| T. D. McGlasson           | 1890 – 1891                        |
| Joseph Campbell           | 1891 – 1893                        |
| P. J. Cole                | 1893 – 1894                        |
| James D. Monihon          | 1894 – 1895                        |
| R. L. Rosson              | 1895 – 1896                        |
| R. Allyn Lewis            | 1896                               |
| Frank B. Moss             | 1896                               |
| James D. Monihon          | 1896 – 1897                        |
| John C. Adams             | 1897 – 1899                        |
| Czar James Dyer           | 1899                               |
| Emil Ganz                 | 1899 – 1901                        |
| Walter Talbot             | 1901 – 1903                        |
| Walter Bennett            | 1903 – 1904                        |
| John T. Dunlap            | 1904 – 1905                        |
| John C. Adams             | 1905                               |
| Frank B. Moss             | 1905 – 1906                        |
| R. H. Greene              | 1906                               |
| Lewis W. Coggins          | 1906 – 1909                        |
| Lloyd B. Christy          | 1909 – 1914                        |
| George U. Young           | 1914 – 1916                        |
| Peter Corpstein           | 1916 – 1920                        |
| Willis H. Plunkett        | 1920 – 1922                        |
| L. L. Harmon              | 1922 – 1923                        |
| Louis B. Whitney          | 1923 – 1925                        |
| Frank A. Jefferson        | 1925 – 1928                        |
| Fred J. Paddock           | 1928 – 1930                        |
| Franklin D. Lane          | 1930 – 1932                        |
| Fred J. Paddock           | 1932 – 1934                        |
| Joseph S. Jenckes         | 1934 – 1936                        |
| John Hunt Udall           | 1936 – 1938                        |
| Walter J. Thalheimer      | 1938 – 1940                        |
| Reed Shupe                | 1940 – 1942                        |
| Newell Stewart            | 1942 – 1944                        |
| J. H. Fleming             | 1944 – 1946                        |
| Ray Busey                 | 1946 – 1948                        |
| John Nicholas Udall       | 1948 – 1952                        |
| Hohen Foster              | 1952 – 1954                        |
| Frank G. Murphy           | 1954 – 1956                        |
| Jack Richard Williams     | 1956 – 1960                        |
| Samuel Mardian, Jr.       | 1960 – 1964                        |
| Milton H. Graham          | 1964 – 1970                        |
| John D. Driggs            | 1970 – 1974                        |
| Timothy A. Barrow         | 1974 – 1976                        |
| Margaret T. Hance         | 1976 – 1984                        |
| Terry Goddard             | 1984 – 1990                        |
| Paul Johnson (politician) | 1990 – 1994                        |
| John B. Nelson            | 1994                               |
| Thelda Williams           | martie 1994 – 4 noiembrie 1994     |
| Skip Rimsza               | 4 noiembrie 1994 – 2 ianuarie 2004 |
| Phil Gordon (politician)  | 2 ianuarie 2004 – 3 ianuarie 2012  |
| Greg Stanton              | 3 ianuarie 2012 - prezent          |